# 缪昌文
缪昌文（1957年8月19日—），中国建筑材料专家，任江苏省建筑科学研究院有限公司董事长、东南大学教授、高性能土木工程材料国家重点实验室主任。江苏姜堰人。1982年毕业于南京工学院（现东南大学）土木工程系建筑材料与制品专业。从事土木工程材料理论与技术研究，获国家技术发明二等奖1项、国家科技进步二等奖3项及何梁何利基金科学与技术创新奖等奖项。2011年当选中国工程院院士。中国共产党党员。第九届、十届、十一届全国人民代表大会江苏地区代表。